# Timothy John Costelloe
Timothy John Costelloe SDB (East Melbourne, 3 de fevereiro de 1954) é um ministro australiano e arcebispo católico romano de Perth.
Timothy Costelloe frequentou o St. Peter's em East Bentleigh e o Salesian College em Chadstone em Melbourne. Ele trabalhou pela primeira vez como professor no Christ College em Melbourne antes de ingressar nos Salesianos de Dom Bosco em 1977. Em 1978 ele se formou no Christ College. Depois de concluir os estudos filosófico-teológicos e emitir a profissão perpétua em 8 de setembro de 1985 na Ordem Salesiana de Dom Bosco, foi ordenado sacerdote em 25 de outubro de 1986 pelo Arcebispo Thomas Francis Little.
Depois de mais três anos no Salesian College de Chadstone, foi para a Pontifícia Universidade Salesiana, onde se formou em 1991 em teologia. Depois de retornar a Melbourne, ele lecionou no Catholic Theological College em Melbourne. A partir de 1996, Costelloe serviu como vigário de St. Joachim, Victoria Park, Perth. Ao mesmo tempo, lecionou na Universidade de Notre Dame, Austrália, em Fremantle. Depois de concluir seu doutorado no Melbourne College of Divinity, tornou-se reitor da filial salesiana de Melbourne em 1999 e voltou a lecionar no Catholic Theological College. A partir de 2006, ele também serviu como pastor de St. John the Baptist no distrito de Clifton Hill e, a partir de 2007, também de St. Joseph no distrito de Collingwood. Durante esse tempo, Costelloe também ocupou vários cargos importantes na comunidade religiosa.
Em 30 de abril de 2007 foi nomeado pelo Papa Bento XVI Bispo Auxiliar na Arquidiocese de Melbourne e Bispo Titular de Cluain Iraird. Em 15 de junho de 2007, o arcebispo Denis Hart o consagrou bispo. Os co-consagradores foram o Arcebispo de Sydney, cardeal George Pell, e o Núncio Apostólico na Austrália, Arcebispo Ambrose Battista De Paoli. 
Ele se concentrou na educação católica na diocese e na Conferência Episcopal Australiana e lecionou na Australian Catholic University. Sua última participação em uma visita ad limina foi em outubro de 2011.
Em 20 de fevereiro de 2012, o Papa Bento XVI o nomeou ao arcebispo de Perth. A posse ocorreu em 21 de março de 2012. Ele sucede o arcebispo Barry James Hickey. 
Em 15 de junho de 2012, ele ordenou o ex-bispo assistente anglicano da Arquidiocese da Austrália, Harry Entwistle, que havia se convertido à Igreja Católica Romana, como sacerdote católico romano e o nomeou Ordinário do Papa Bento XVI. Ordinariato Pessoal de Nossa Senhora do Cruzeiro do Sul fundado no mesmo dia.
Em 29 de junho de 2012, ele recebeu, junto com outros 46 arcebispos, do Papa Bento XVI o pálio em Roma. Por ocasião desta estada em Roma, visitou também a Universidade dos Salesianos de Dom Bosco, no dia 4 de julho de 2012.
Os bispos católicos da Austrália elegeram Timothy Costelloe como seu novo presidente em 6 de maio de 2022; ele sucede o arcebispo Mark Coleridge, que foi presidente da Conferência Episcopal Australiana por dois anos.